# 小川芋銭

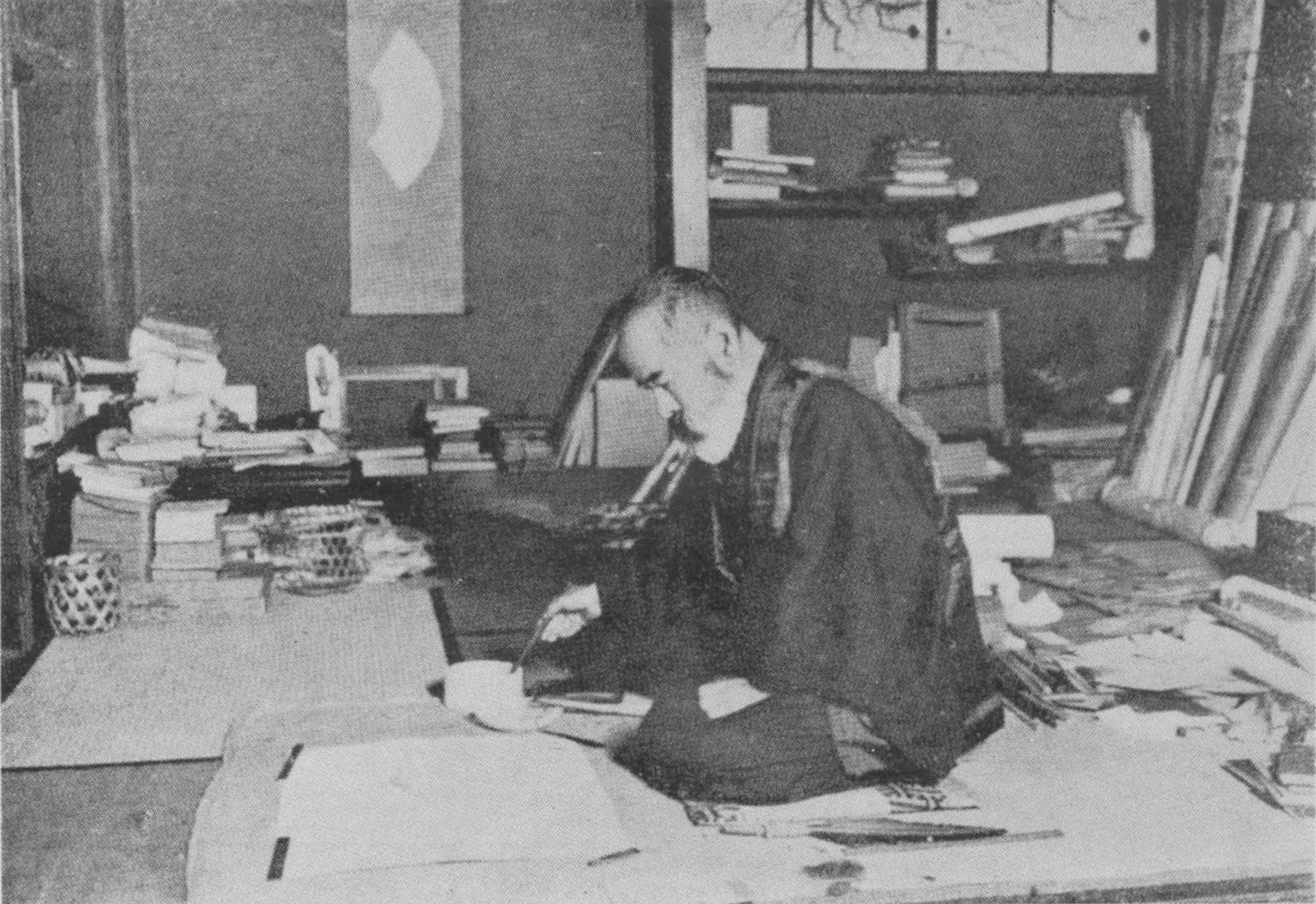
1937年ごろ、寄寓先の横須賀にて

小川 芋銭（おがわ うせん、1868年3月11日〈慶応4年2月18日〉 - 1938年〈昭和13年〉12月17日）は、19世紀から20世紀前半にかけて活躍した日本の日本画家である。本名は茂吉、幼名は不動太郎。男性。

## 来歴・人物
小川家は牛久藩士で、大坂の陣で勇敢に戦い戦死した木村重成の子孫という。父は常陸国牛久藩の大目付であったが、廃藩置県により新治県城中村（現在の茨城県牛久市城中町）に移り農家となる。最初は洋画を学び、尾崎行雄の推挙を受け朝野新聞社に一時雇われの画工として入社、挿絵や漫画を描いていたが、後に本格的な日本画を目指し、川端龍子らと珊瑚会を結成。横山大観に認められ、日本美術院同人となる。
生涯のほとんどを牛久沼の畔（現在の牛久市城中町）で農業を営みながら暮らした。画業を続けられたのは、妻こうの理解と助力によるといわれている。画号の「芋銭」は、愛読した徒然草の中にある芋食和尚にちなんだものであり、「自分の絵が芋を買うくらいの銭（金）になれば」という思いによるという。
身近な働く農民の姿等を描き新聞等に発表したが、これには社会主義者の幸徳秋水の影響もあったと言われている。また、水辺の生き物や魑魅魍魎への関心も高く、特に河童の絵を多く残したことから「河童の芋銭」として知られている。
芋銭はまた、絵筆を執る傍ら、「牛里」の号で俳人としても活発に活動した。長塚節や山村暮鳥、野口雨情などとも交流があり、特に雨情は、当初俳人としての芋銭しか知らず、新聞記者に「あの人は画家だ」と教えられ驚いたという逸話を残している。
芋銭の墓は1943年（昭和18年）、自宅近くの曹洞宗の寺院、稲荷山得月院（牛久市城中町258）に建てられた。
贋作が多く作られた作家でもある。そのため、公的機関が「小川芋銭の作品」を公費で購入する際、仮に贋作であるとすると無意味かつ税金の無駄であるため、購入の正当性や鑑定依頼先を巡ってしばしば議論になる。

## 年表

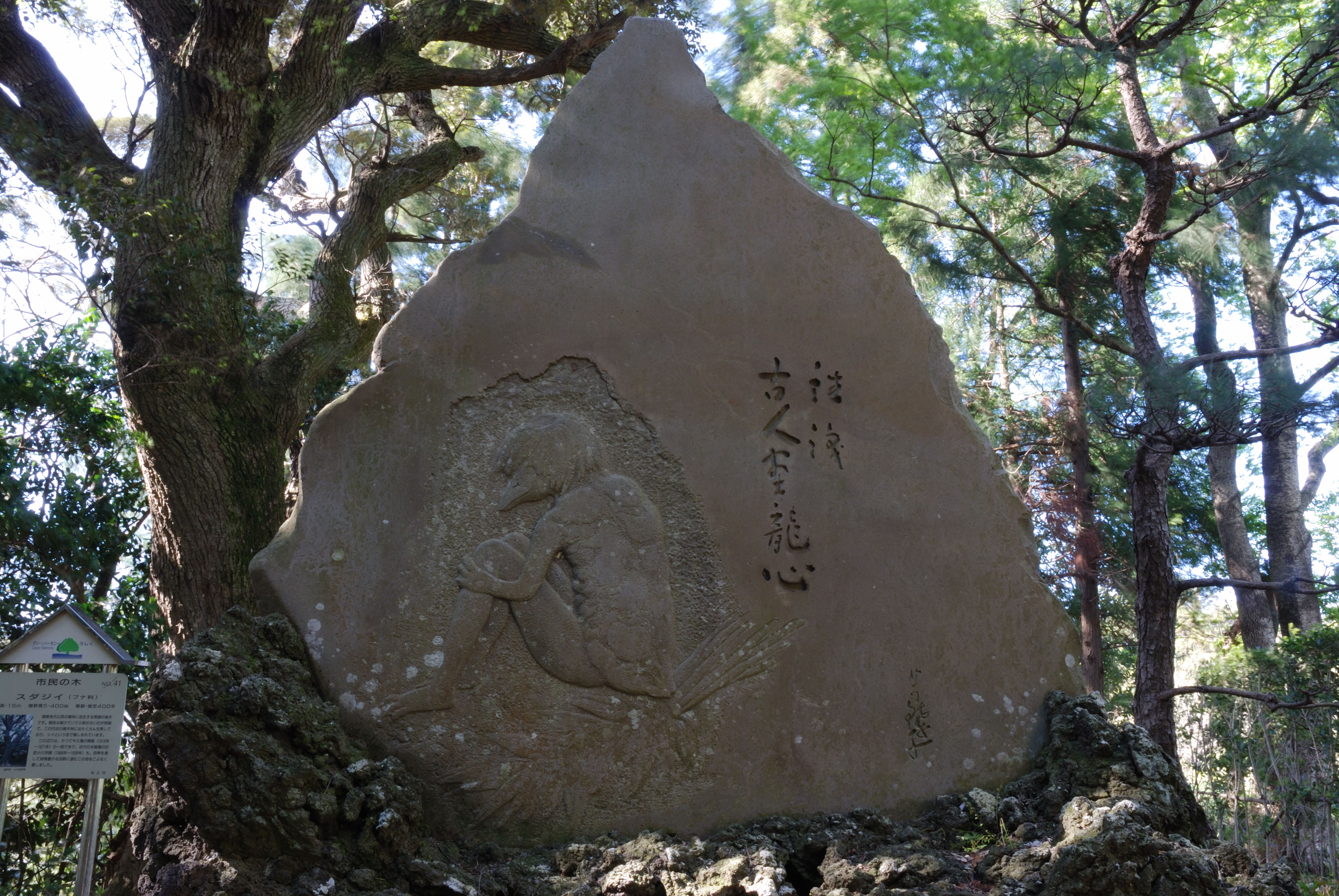
河童の碑

- 1868年 - 江戸赤坂溜池の牛久藩邸で生まれる[4]。幼名、不動太郎[4]。
- 1871年 - 廃藩置県により新治県城中村に移住する。
- 1879年 - 牛久小学校下等小学校第三級を卒業し上京、小間物屋に奉公する。
- 1880年 - 桜田小学校尋常科第三級後期を卒業。本多錦吉郎の画塾、彰技堂に入り洋画を学ぶ[4]。
- 1888年 - 尾崎行雄の推挙を得て、『朝野新聞』に客員として入社（入社年は通説）する。磐梯山噴火の惨状をスケッチし新聞に掲載（通説、裏付け資料なし）。
- 1893年 - 父親の命により牛久に戻り農業に従事する[4]。
- 1896年 - 渡辺鼓堂の推奨により『茨城日報』に漫画が採用される（通説、裏付け資料なし）。
- 1899年 - 取手の句会『水月会』に入会。
- 1904年 - 幸徳秋水らが主催する『週刊平民新聞』に漫画を描き始める。水戸の文芸団体『木星会』の結成に参加。
- 1908年 - 初の画文集『草汁漫画』を刊行。
- 1910年 - 俳誌「ホトトギス」の挿絵を描く。表紙絵は1911年から。
- 1911年 - 東京・大阪の三越で漫画展を開く。
- 1915年 - 川端龍子らと『珊瑚会』設立。
- 1917年 - 珊瑚会展に出品した「肉案」が横山大観に認められ日本美術院同人に推挙される。
- 1922年 - 茨城新聞社社長飯村丈三郎古希記念画冊を描く。
- 1923年 - 茨城美術展の顧問になる。
- 1935年
  - 帝国美術院参与となる。
  - 同郷で前年に死去した横瀬夜雨の歌碑を執筆する[5]。
- 1938年 - 牛久の自宅で死去[4]。

## 主な作品
- 肉案（1917年珊瑚会展）
- 樹下石人談（1919年院展）
- 水虎と其眷族（1921年クリーブランド美術館主催日本美術院展） 愛知県美術館蔵
- 若葉に蒸さるヽ木精（1921年クリーブランド美術館主催日本美術院展） 愛知県美術館蔵
- 水魅戯（1923年院展） 茨城県近代美術館蔵
- 狐隊行（1930年） 茨城県近代美術館蔵
- 海島秋來（1932年院展） 茨城県近代美術館蔵 県指定文化財
- 聴秋（1936年院展、外務省買上）
- 羅漢龍虎　桑山美術館蔵

### 画集等
- 草汁漫画　日高有倫堂（1908年）
- 三愚集　俳画堂（1920年）：小林一茶の句を夏目漱石が書き芋銭が画を付けたもの。
- 芋銭子開七画冊　大塚巧芸社（1928年）
- 俳画の描き方　崇文堂（1934年）
- 芋銭子開八画冊　大塚巧芸社（1937年）
- 河童百図　俳画堂（1938年）

## 関連施設

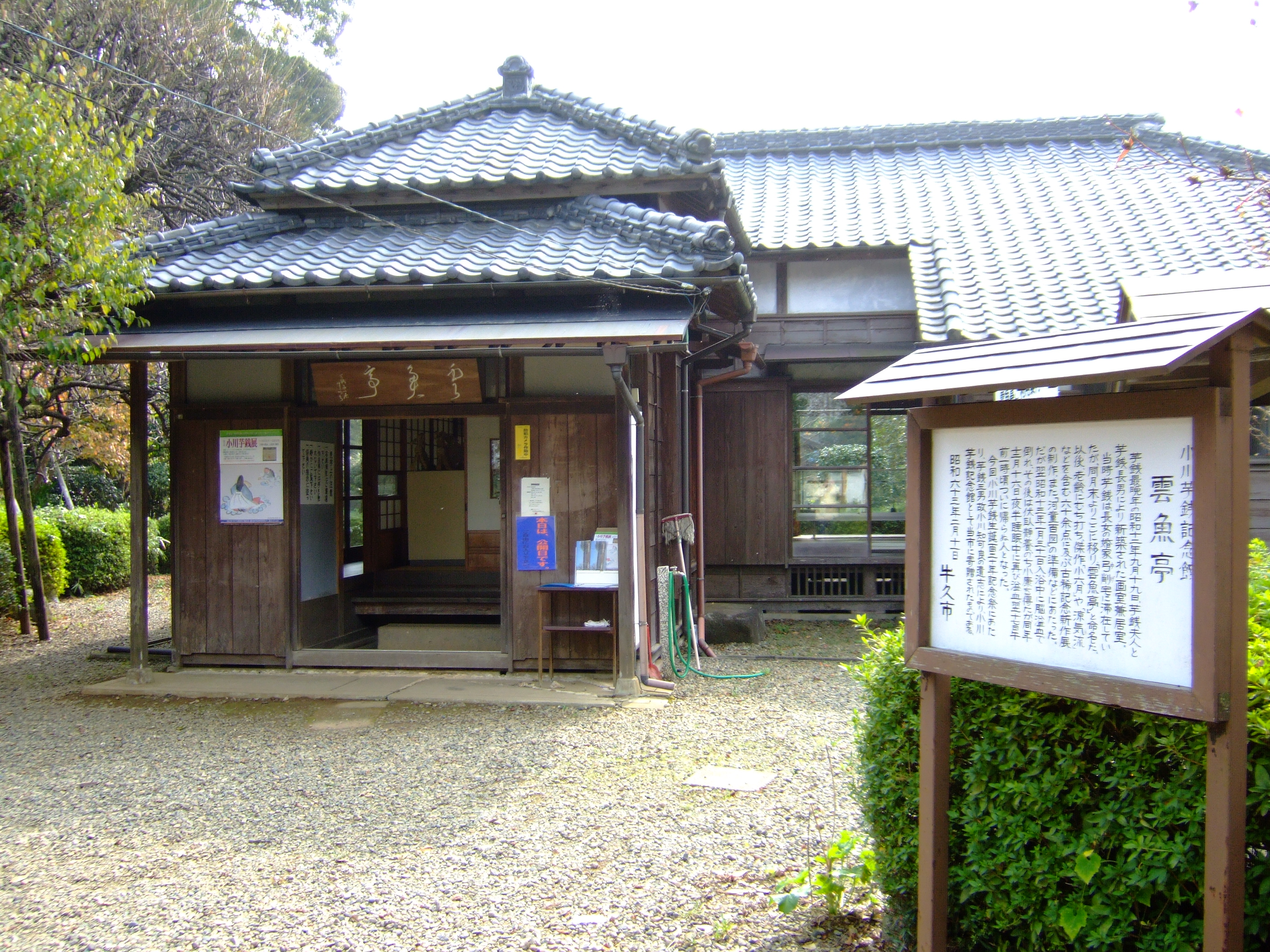
小川芋銭記念館「雲魚亭」
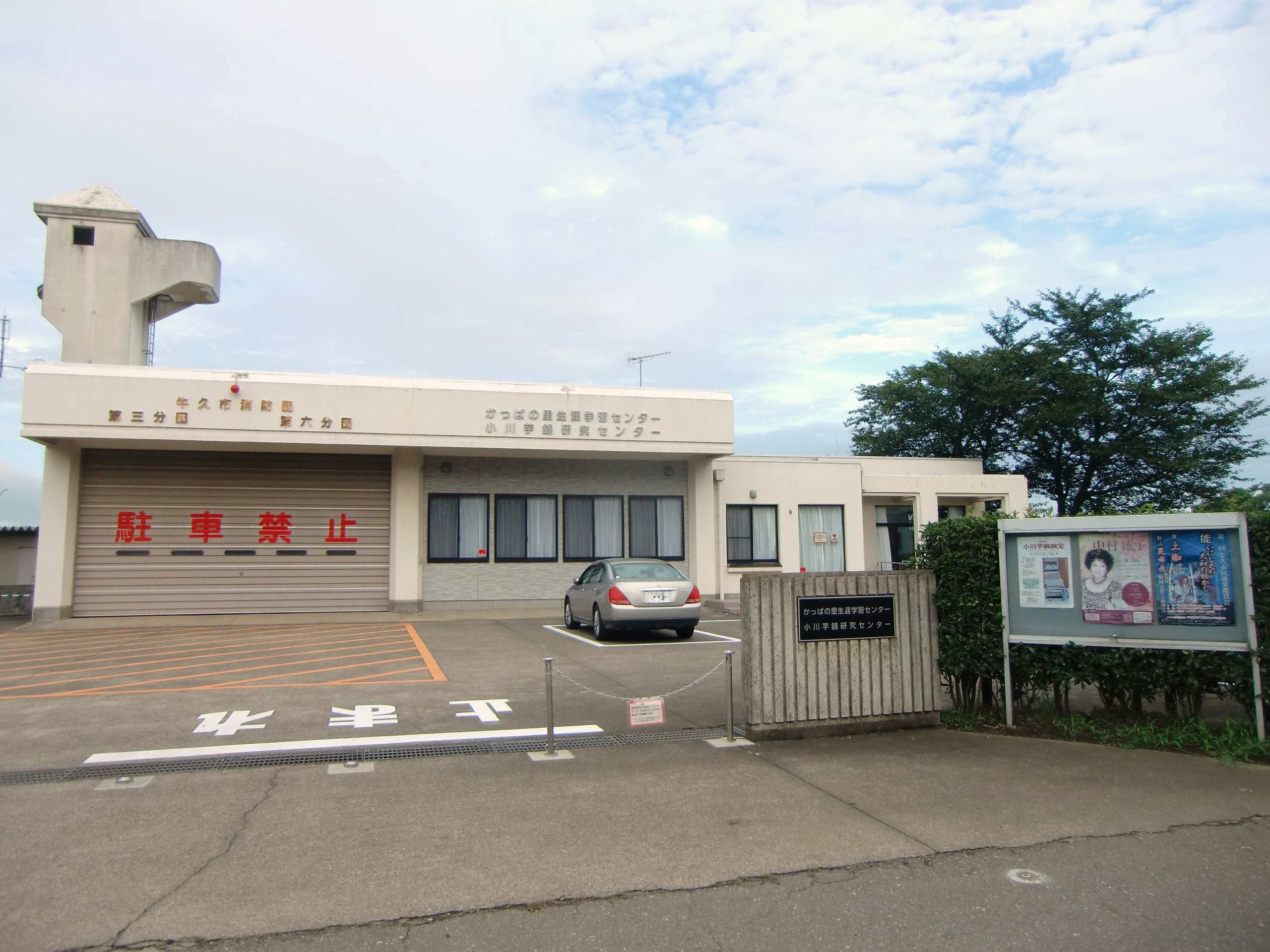
小川芋銭研究センター（2011年8月撮影）　現在は閉鎖され、存在しない。
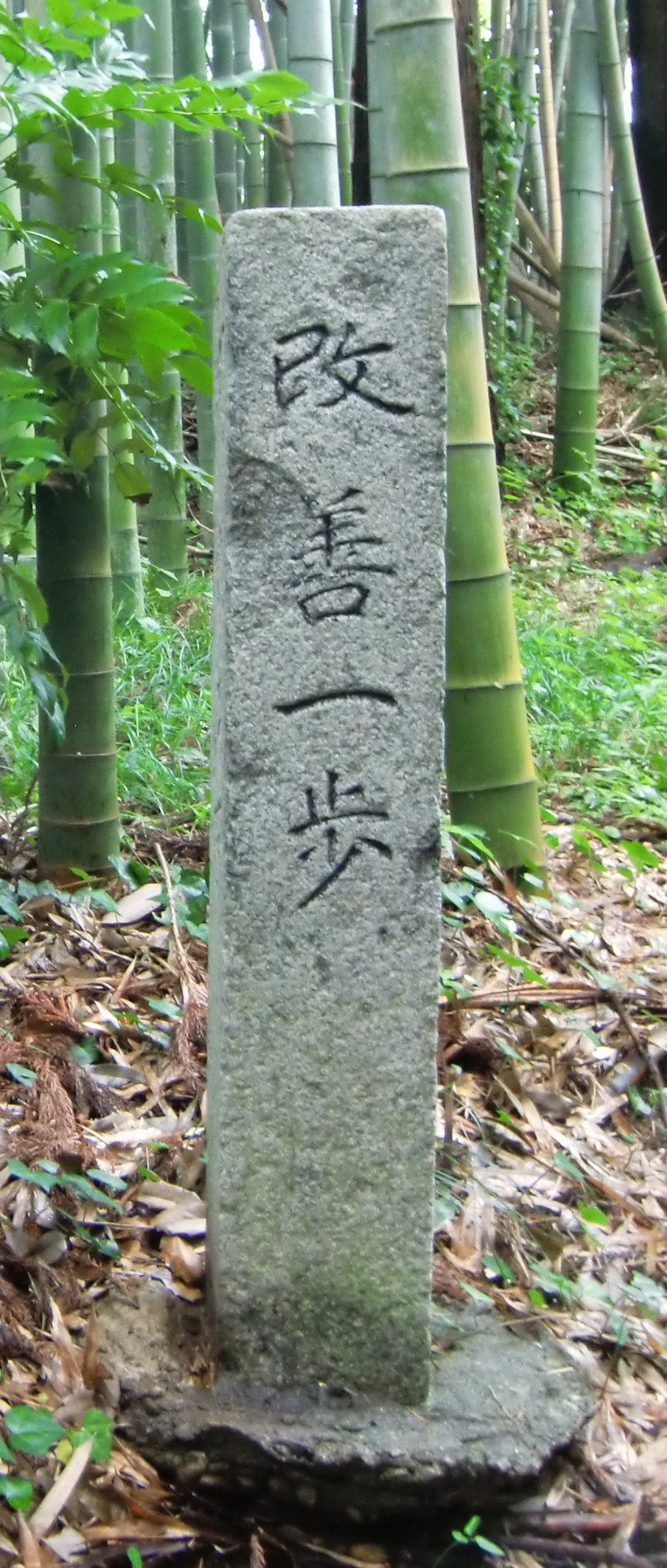
雲魚亭入口付近の「改善一歩」道標（2011年8月撮影）

### 雲魚亭
芋銭が自宅敷地に建てたアトリエ。完成してまもなく芋銭が脳溢血で倒れたため、ほとんど病室として使われた。現在は牛久市の管理の下、小川芋銭記念館として公開され、複製画や芋銭の愛用品が展示されている。牛久沼のほとりにあり、近くには「河童の碑」もある。
- 所在地：茨城県牛久市城中町2770-1（城中集落内）
- 交通：牛久駅から関東鉄道の路線バス三日月橋生涯学習センター行きに乗車、終点下車、徒歩約15分 - 20分（小川芋銭散策路経由の場合）。
- 公開日：土日祝日（平日は屋外のみ）
- 入場料：無料

### 小川芋銭研究センター
地元牛久市の日本画家・小川芋銭に関する学術的な調査研究及び情報発信を行うため、市の機関として「小川芋銭研究センター」を新設。2008年（平成20年）7月1日発足、2009年（平成21年）5月31日までは芋銭の旧居「草汁庵」内に事務所を置く。2009年6月1日からは、稲敷地方広域市町村圏事務組合の牛久消防署西部出張所建物跡（牛久第三中学校前）に移転（かっぱの里生涯学習センターに併設）、本格的に活動を開始。小川芋銭検定、各種講座・講演、隔年開催・小川芋銭展、小川芋銭写真展などを実施。各回毎の小川芋銭展図録・小川芋銭全作品集（挿絵編・本絵編）などを刊行。2016年（平成27年）10月に閉鎖。

### 「改善一歩」道標
「改善一歩」道標は、1922年（大正11年）に城中青年会（矯風会）によって旧牛久村の主要な道沿いに立てられた道標である。当時、青年たちが道標を立てる計画をしていたところ、芋銭がこれを知り、永久に耐えられる石柱にしなさいと青年たちに好意で寄付をしたため、青年たちは芋銭の名を刻もうとしたが、芋銭は自分の進む道を良い方向に改めて進みなさいという意味の「改善一歩」という言葉を提案したという。現在、7柱が牛久市の城中町・牛久町・刈谷町に点在している。

## 交流関係
編集者で農民運動家犬田卯（1891年 - 1957年）は除隊後、農業をしていたが、近所に住む小川芋銭の引き合わせで俳人石倉翠葉の俳誌の編集を手伝うことになった。それがきっかけで博文館に入社し編集者となる。

## 放送番組
- 日本放送協会(NHK)
  - 『日曜美術館 私と小川芋銭』（1981年1月1日放送、出演住井すゑ他）
  - 『新日曜美術館 河童になりたかった男 日本画家・小川芋銭』（2004年10月3日放送、出演はな、山根基世、池内紀、楳図かずお）